# جوسيب فرانش (لاعب كرة قدم)
جوسيب فرانش (بالإسبانية: Josep Franch Xargay)‏ هو لاعب كرة قدم إسباني في مركز الدفاع، ولد في 1 أغسطس 1943 في سانتا كريستينا دي أرو في إسبانيا، وتوفي في 19 مايو 2021 في برشلونة في إسبانيا. شارك مع منتخب كاتالونيا لكرة القدم. أما مع النوادي، فقد لعب مع نادي برشلونة ونادي جيرونا ونادي ساباديل.